# Centro de Treinamento do Morro do Meio
O Centro de Treinamento do Morro do Meio é um centro de treinamento localizado bairro Morro do Meio, na zona oeste de Joinville (Santa Catarina). É utilizado pela equipe de futebol profissional do Joinville Esporte Clube e por suas categorias de base.

## Histórico
O Centro de Treinamento do Morro do Meio foi inaugurado em 1995, sendo o Joinville o primeiro de Santa Catarina a possuir centro de treinamento próprio. O terreno onde está instalado foi doado pelo ex-presidente do clube, Wilson Florêncio.
Em seus primeiros anos, o espaço possuía dois campos, pequenos alojamentos e uma arquibancada central. Com o passar do tempo, o gramado foi se desgastando e a equipe profissional do Joinville passou a executar seus treinamentos em outros campos da cidade. No fim de 2010, sob a gestão do presidente Márcio Vogelsanger, o segundo campo entrou em processo de reformulação, com sofisticado sistema de drenagem e um tipo de grama mais adequado para a prática do futebol. 
Em 2011, com a liberação de R$ 1,2 milhão dos recursos do Fundesporte, o Joinville construiu um novo prédio. Os dois campos também foram submetidos a reforma. Além de alojamento adequado para os jogadores, foram construídas, com recursos do Fundo Estadual de Incentivo ao Esporte (FEIE), salões de jogos e de convivência.
Em 2014, toda a parte administrativa do clube foi transferida para o CT Morro do Meio. As equipes da categoria de base utilizam inclusive para jogos oficiais do Campeonato Catarinense e outras competições.
Devido a problemas financeiros por parte do Joinville, o banco Bradesco solicitou, em outubro de 2018, que o CT Morro do Meio fosse penhorado para cobrir o não-pagamento de um empréstimo de R$ 321 mil por parte do clube. Como o CT representava, na ocasião, o único bem de propriedade do Joinville, o banco indicou o imóvel no processo.
Em 2020, com a ajuda de empresas da região, o Joinville iniciou a construção do terceiro campo em seu Centro de Treinamento, visando ter um local para os treinos das categorias de base.

## Estrutura
O CT Morro do Meio conta atualmente com dois campos de futebol, 26 quartos (sendo 16 para concentração dos atletas do profissional e dez para os alojamentos das categorias de base), academia, sala de fisioterapia, departamento médico, refeitório para 60 lugares, cozinha, auditório, sala de imprensa, salas para diretores, sala de TV e de jogos.